# Fábio Santos (ur. 1980)
Fábio Santos, właśc. Fábio dos Santos Barbosa (ur. 9 października 1980 w Campina Grande) – brazylijski piłkarz grający podczas kariery na pozycji defensywnego pomocnika.

## Kariera klubowa
Fábio Santos zaczynał karierę w sezonie 1999/2000 w brazylijskim klubie Esporte Clube Santo André w którym rozegrał 6 meczów. W 2001 roku przeniósł się do Rio Branco Esporte Clube, a już rok później grał w São Caetano.
W 2004 roku przyjechał do Europy aby reprezentować barwy Nacional Funchal. Po mało udanym sezonie wrócił do Brazylii. W styczniu 2007 został kupiony przez Olympique Lyon, w którym rozegrał 20 meczów, strzelając jednego gola. Nie miał jednak miejsca w podstawowym składzie drużyny, dlatego został wypożyczony na pół roku do São Paulo FC.
Latem 2008 powrócił do Lyonu. Santos we francuskiej drużynie nadal nie grał, dlatego po zakończeniu sezonu 2008/09 na zasadzie wolnego transferu przeszedł do Fluminense FC. We Fluminense był rezerwowym i nie zdążył zadebiutować w jego barwach.
W 2010 był ponownie zawodnikiem Cruzeiro EC. Z Cruzeiro zdobył wicemistrzostwo Brazylii. Po zakończeniu sezonu Fábio Santos zdecydował się zakończyć piłkarską karierę.